# Hieracium brevipilum
Hieracium brevipilum es una especie de planta con flor del género Hieracium, de la familia Asteraceae, orden Asterales.

## Distribución
Hieracium brevipilum se distribuye por Estados Unidos.

## Taxonomía
Fue descrita científicamente por Greene. Fue publicada en Bull. Torrey Bot. Club 9: 64 (1882).